# リノプリスチン
リノプリスチン（英：Linopristin）はストレプトグラミンBクラスの抗生物質である。リノプリスチンは抗生物質配合剤NXL103の成分のひとつである。